# Силкеборг
Силкеборг (дан. Silkeborg) је град у Данској, у западном делу државе. Град је у оквиру покрајине Средишње Данске, где са околним насељима чини једну од општина, Општину Силкеборг. Данас Силкеборг има око 52 хиљаде становника у граду и око 100 хиљада у ширем градском подручју.

## Географија
Силкеборг се налази у западном делу Данске. Од главног града Копенхагена, град је удаљен 300 километара северозападно.
Рељеф: Град Силкеборг се налази у средишњем делу данског полуострва Јиланд. Градско подручје је валовито. Надморска висина средишта града креће се од 30-70 метара.
Клима: Клима у Силкеборгу је умерено континентална са утицајем Атлантика и Голфске струје.
Воде: Силкеборг се образовао у унутрашњости Данске. Град се налази на реци Гудено, која га спаја са Рандерсом преко језеро Силкеборг Лангсе.

## Историја
Подручје Силкеборга било је насељено још у доба праисторије. Насеље се први пут спомиње 1470. г, па је развој као град почео одвај ка средини 1840−х година оснивањем папирне фабрике.  1855. г. је Силкеборг добио самосталну градску управу.
И поред петогодишње окупације Данске (1940-45.) од стране Трећег рајха Силкеборг и његово становништво нису много страдали.

## Становништво
Данас Силкеборг има око 43 хиљаде у градским границама и 100.747 (2024) са околним насељима читаве општине Силкеборга.
Етнички састав: Становништво Силкеборга је до пре пар деценија било било готово искључиво етнички данско. И данас су етнички Данци значајна већина, али мали део становништва су скорашњи усељеници из бивше Југославије, Сомалије, Средњег Истока и др.

## Галерија
- Језеро Силкеборг
- Градска црква

## Партнерски градови
- Кајзерслаутерн
- Kalmar Municipality

## Спорт
- ФК Силкеборг